# Kerry Godliman
Kerry Anna Godliman, född i november 1973, är en engelsk komiker och skådespelare som bland annat varit med i brittiska situationskomedin After Life.

## Biografi
Kerry Godliman föddes i Perivale, i västra London, och studerade sedan drama vid Rose Bruford College. Hon var redan från början av sin karriär aktiv både som skådespelare och som ståuppkomiker. Under det första decenniet av 2000-talet dök Godliman upp i flera olika tv-produktioner, situationskomedier, sketchkomedier och standup. Hon spelade bland annat Hannah i Ricky Gervais Derek, Belinda Dawes i Our Girl, och Liz Carter i Carters Get Rich samt  var med i Spoons och gjorde ståupp i Michael McIntyres Comedy Roadshow.
På radio har hon bland annat varit återkommande deltagare i Just a Minute, den engelska förlagan till Sveriges Radios På minuten.
Mellan 2017 och 2019 gjorde hon ett flera framträdanden i panelshowen Mock the Week. Hon vann sjunde säsongen av lekprogrammet Bäst i test England, och fick därför delta i den andra "Champion of Champions" 2022, där samtliga vinnare i säsongerna sex till tio av Bäst i test England tävlade mot varandra. 
År 2019 spelade Godliman Lisa i Ricky Gervais svarta komediserie After Life.